# Distretto di Aïn Kermes
Il distretto di Aïn Kermes è un distretto della provincia di Tiaret, in Algeria.

## Comuni
Il distretto di Aïn Deheb comprende 5 comuni:
- Aïn Kermes
- Madna
- Medrissa
- Djebilet Rosfa
- Sidi Abderrahmane